# ジョン・ノースロップ
ジョン・ハワード・ノースロップ（John Howard Northrop, 1891年7月5日 - 1987年5月27日）は、アメリカ合衆国ニューヨーク州ヨンカーズ出身の生化学者。1946年のノーベル化学賞受賞者として知られる。

## 略歴
ニューヨーク州のヨンカーズで生まれた。父親はコロンビア大学の動物学の教授、ジョン・イザイア・ノースロップ、母親はハンター･カレッジの植物学の教授、アリス・リッチ・ノースロップである。1915年、コロンビア大学で博士号を取得。第一次世界大戦では米陸軍の化学戦部隊でアセトンとエタノールを発酵によって製造する研究を行っていた。この研究がきっかけで酵素について学ぶこととなった。
1919年には胃の消化酵素ペプシンの単離、結晶化に成功し、それがタンパク質であると同定した。さらに1938年にはバクテリオファージの結晶化に世界で初めて成功。それが核酸とタンパク質の混合物であることを示した。彼の業績としてはトリプシン、ペプシノーゲン、キモトリプシン及びカルボキシペプチダーゼの結晶及び単離が挙げられる。酵素を解析するには不純物のない純物質を取り出す必要があり、また構造を知るためには結晶をX線回折して調べる必要がある。そのため、彼の研究は酵素の構造解明に一役買ったといえるだろう。
1916年から1961年までロックフェラー研究所に在籍。1949年にはカリフォルニア大学バークレー校の教授に就任。引退後、アリゾナ州ウィッケンバーグで没。